# Singularismus
Singularismus wurde, oft synonym zu „Monismus“, gelegentlich v. a. in älteren philosophiegeschichtlichen Darstellungen gebraucht, um metaphysische Theorien zu charakterisieren, die nur ein einziges Prinzip zugrunde legen – statt zwei (Dualismus) oder mehrere (Pluralismus). Beispielsweise kann eine Metaphysik, die nur materielle Gegenstände (Materialismus) oder nur geistige Gegenstände als grundlegend akzeptiert (Idealismus), als Variante eines Singularismus beschrieben werden.